# Stathmós Angístas
Stathmós Angístas (Stathmos Angistas) är en ort i Grekland.   Den ligger i prefekturen Nomós Serrón och regionen Mellersta Makedonien, i den nordöstra delen av landet, 300 km norr om huvudstaden Aten. Stathmós Angístas ligger 34 meter över havet och antalet invånare är 177.
Terrängen runt Stathmós Angístas är kuperad åt nordost, men åt sydväst är den platt. Stathmós Angístas ligger nere i en dal.Runt Stathmós Angístas är det ganska glesbefolkat, med 28 invånare per kvadratkilometer. Närmaste större samhälle är Prosotsáni, 19,7 km norr om Stathmós Angístas. Trakten runt Stathmós Angístas består till största delen av jordbruksmark.